# Яр Березів
Яр Березів — балка (річка) в Україні у Маньківському районі Черкаської області. Ліва притока річки Гірського Тікичу (басейн Південного Бугу).

## Опис
Довжина балки приблизно 9,13 км, найкоротша відстань між витоком і гирлом — 7,89,07  км, коефіцієнт звивистості річки — 1,116 . Формується декількома струмками та загатами. На деяких ділянках балка пересихає.

## Розташування
Бере початок на південно-західній стороні від села Улянівки. Тече переважно на південний схід через село Чорна Кам'янку і впадає у річку Гірський Тікич, праву притоку річки Тікич.